# Platyproctidectes punctatus
Platyproctidectes punctatus är en insektsart som beskrevs av Rentz, D.C.F. 1985. Platyproctidectes punctatus ingår i släktet Platyproctidectes och familjen vårtbitare. Inga underarter finns listade i Catalogue of Life.